# Via Francesco Caracciolo
Via Caracciolo es un largo y amplio paseo de Nápoles, Italia. Flanquea la Villa Comunale y la Riviera di Chiaia, formando parte del paseo marítimo de la ciudad, junto a la Via Nazario Sauro, Via Partenope y Via Acton.

## Historia y descripción
El nombre de la calle se puso en honor al almirante Francesco Caracciolo, héroe de la República Napolitana, ahorcado en 1799 por Horatio Nelson al mástil de su nave y arrojado al mar, cuyo cadáver emergió del agua y luego fue recuperado en el litoral del Borgo Santa Lucia.
La calle, creada mediante ganancia de tierra entre 1869 y 1880, se considera uno de los caminos costeros más bellos del mundo, y llega hasta Mergellina, ofreciendo vistas panorámicas de la ciudad y de las colinas del Vomero y de Posillipo.
Está separada del mar solamente por algunos arrecifes artificiales que reemplazaron las antiguas playas, las cuales solamente quedan en algunos tramos, cerca de las rotondas.
Cuenta con amplios andenes. Antes se cerraba al tráfico los domingos, siendo dedicada al ocio de los ciudadanos. Actualmente, la calle está abierta al tráfico vehicular en los dos sentidos, con dos carriles en cada dirección y un carril de bicicletas en el lado del mar. A partir del 6 de mayo de 2013, el tramo entre Piazza della Repubblica y la confluencia de Viale Dohrn es zona peatonal.
A mitad del camino está ubicada la "rotonda Diaz", un amplio espacio circular así llamado debido a la presencia del monumento ecuestre al general Armando Diaz, flanqueado por dos grandes fuentes circulares. El monumento, proyectado por el arquitecto Gino Cancellotti en colaboración con el escultor Francesco Nagni, fue inaugurado el 29 de mayo de 1936.

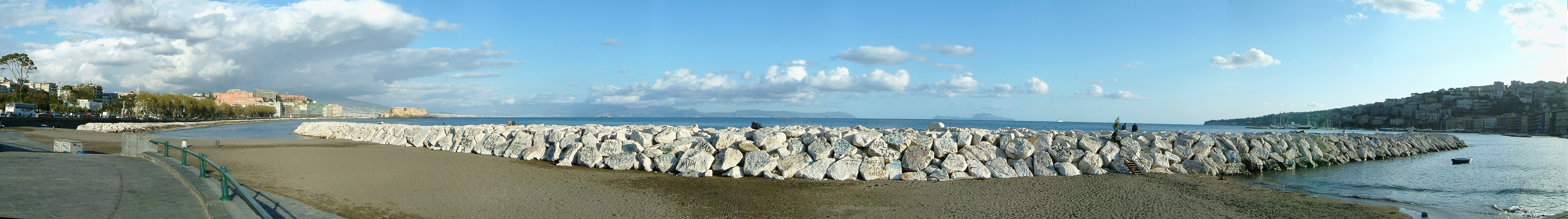
Arrecifes de Via Caracciolo

## Galería

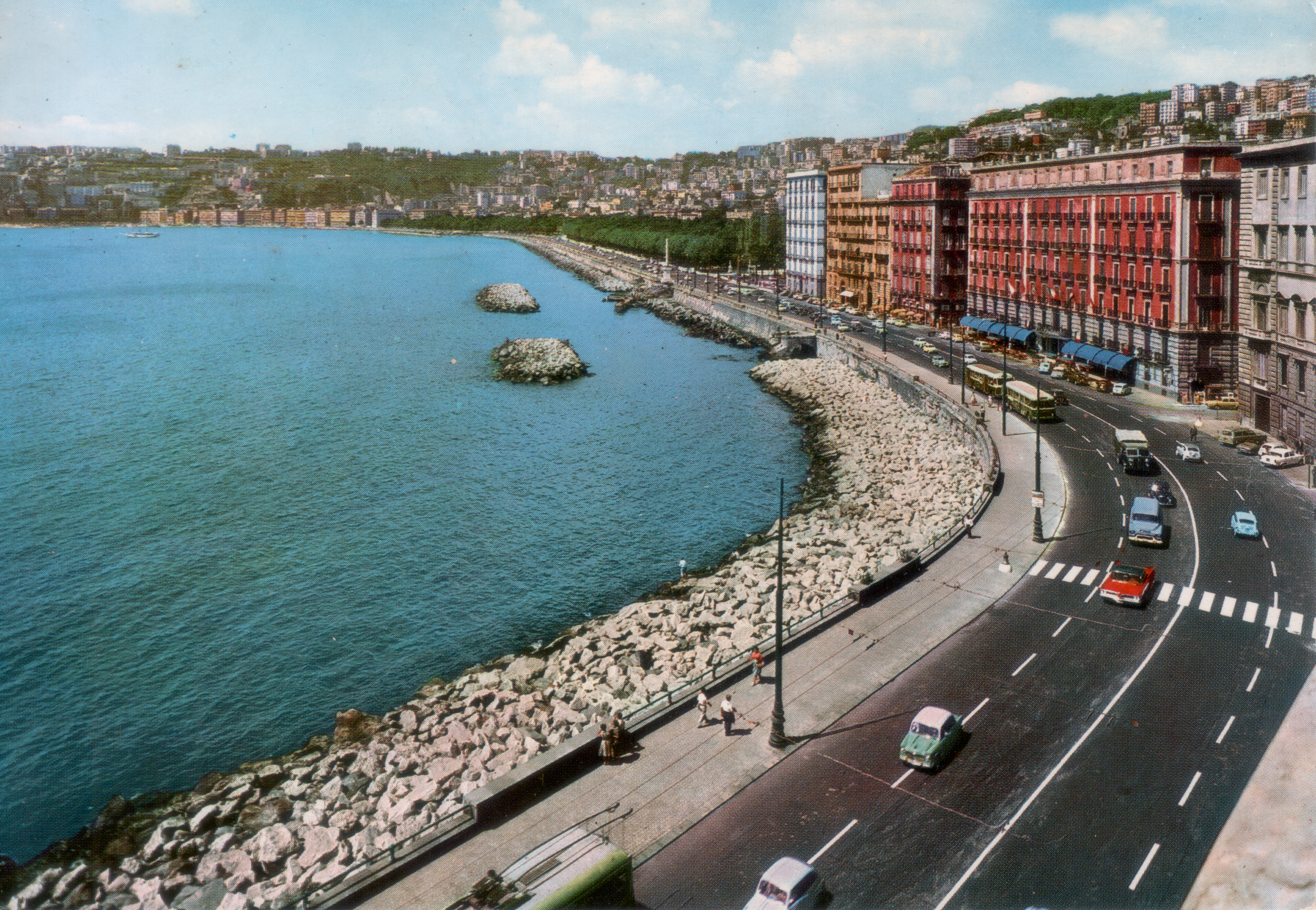
La Via Caracciolo en los años 1960
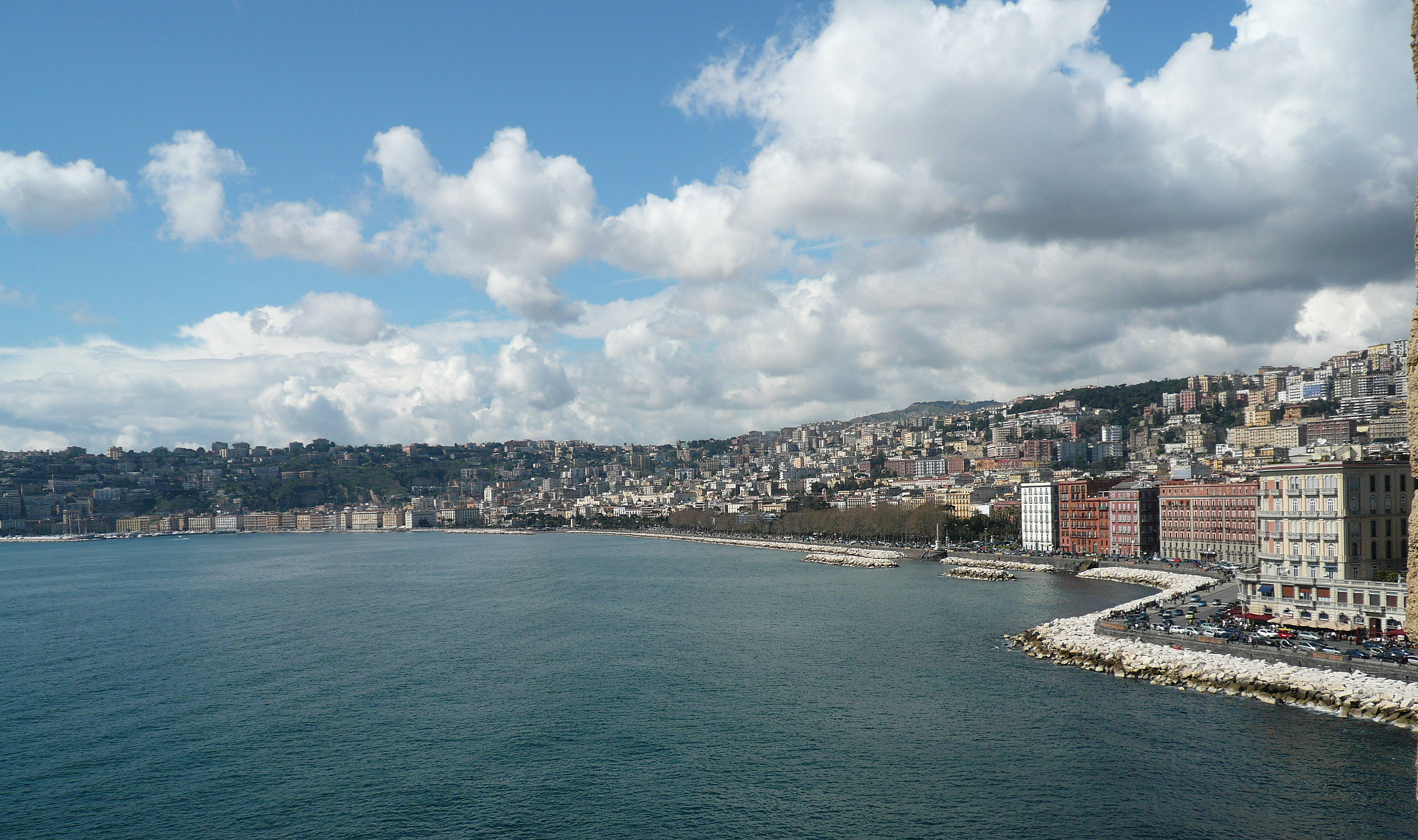
La calle vista desde el Castel dell'Ovo
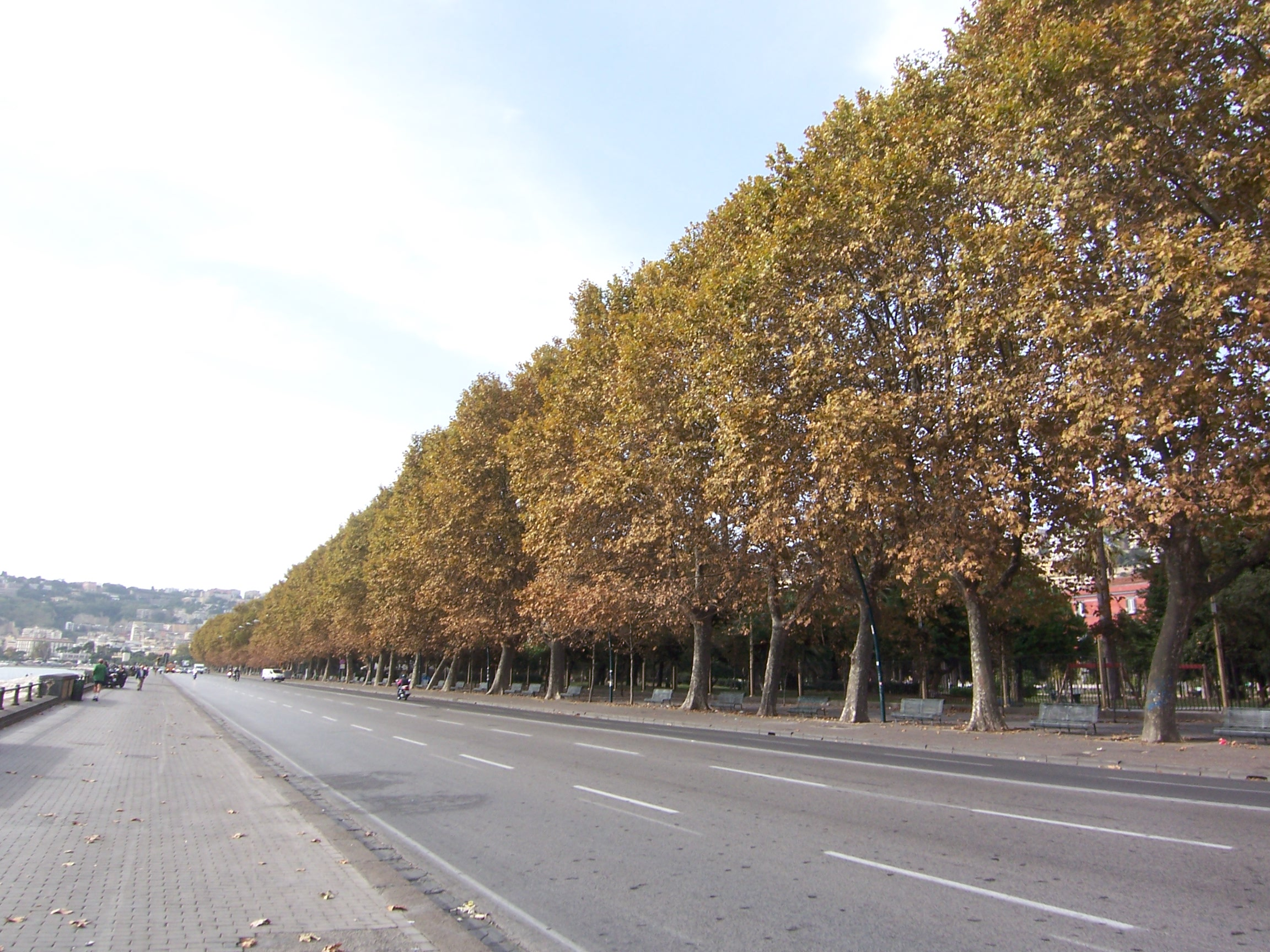
Al lado de la Villa Comunale
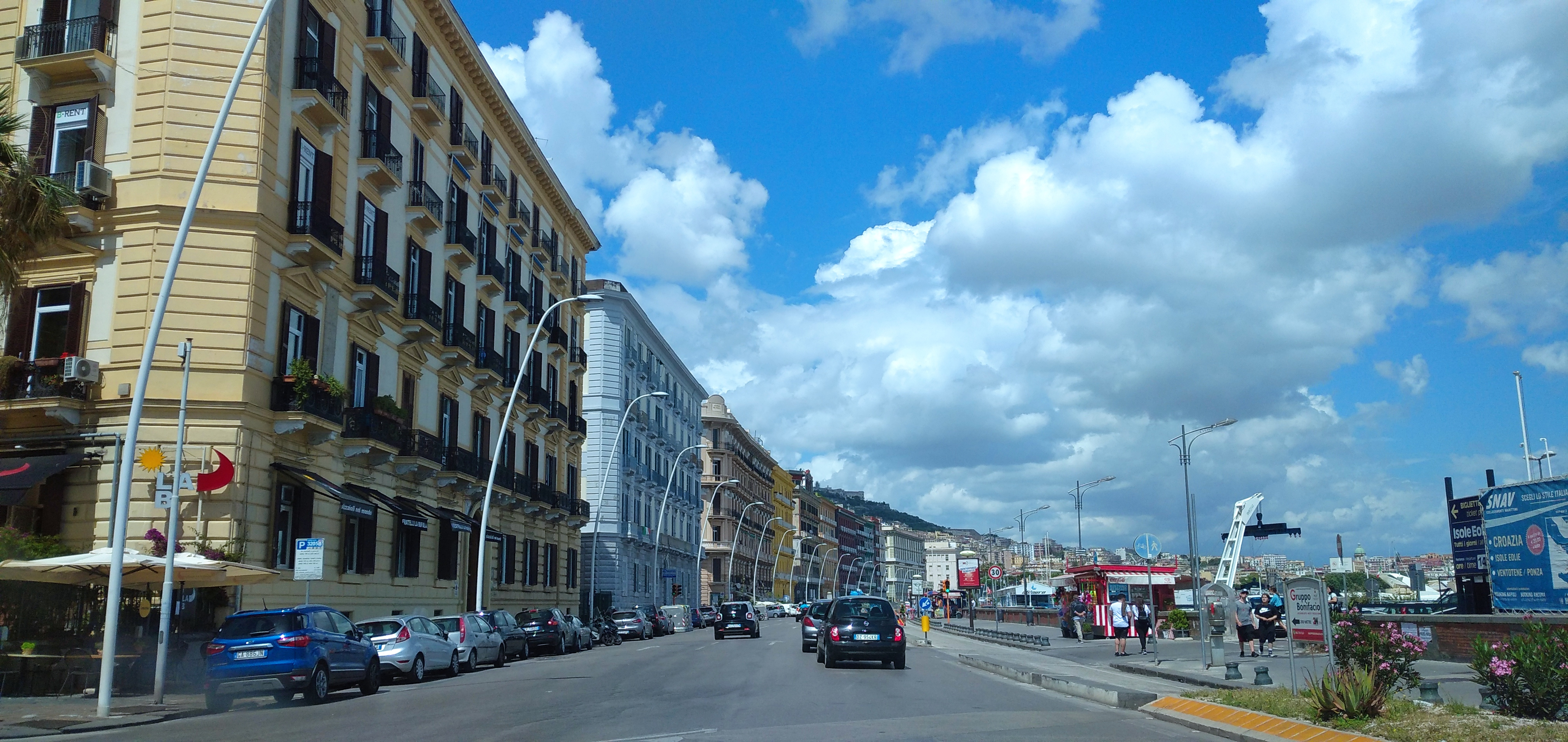
Lado occidental
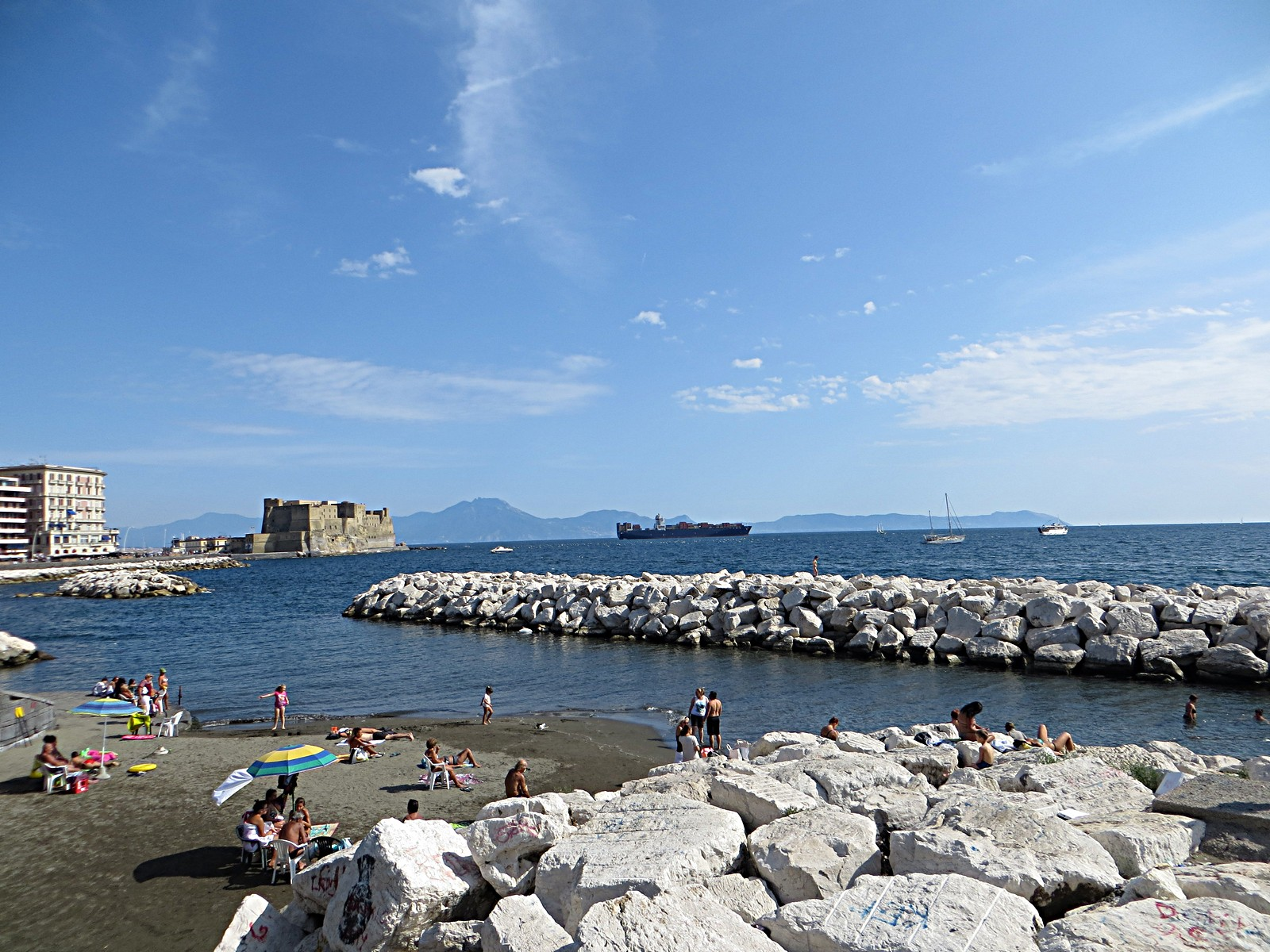
Playa cerca de la Rotonda Diaz